# Huddunge landskommun
Huddunge landskommun var en tidigare kommun i Västmanlands län.

## Administrativ historik
Kommunen inrättades i Huddunge socken i Våla härad i Uppland när 1862 års kommunalförordningar trädde i kraft den 1 januari 1863.
Vid den landsomfattande kommunreformen 1952 gick den upp i Västerlövsta landskommun.
Sedan 1971 tillhör området Heby kommun.

## Politik

### Mandatfördelning i Huddunge landskommun 1938-1946
| 5 | 2 | 8 | 3 | 2 |

| 20 |

| 2 | 4 | 9 | 3 | 2 |

| 20 |

| 6 | 14 |

| 20 |